# Bookmarklet
Un bookmarklet es un marcador que, en lugar de apuntar a una dirección URL, hace referencia a una pequeña porción de código JavaScript para ejecutar ciertas tareas automáticamente, como por ejemplo:
- Cambiar el diseño de la página (el tamaño de letra o los colores, quitar el fondo, etc.).
- Mostrar información de enlaces, imágenes, formularios, etc.).
- Abrir una consulta directamente en un motor de búsqueda o acerca del texto que hayamos seleccionado.

## Ejemplos
A continuación se proponen unos ejemplos que podemos introducir en la sección de URL cuando creamos un nuevo marcador o favorito.
El ejemplo siguiente busca en la Wikipedia el texto que tengamos seleccionado, si no hemos seleccionado ningún texto nos mostrará un recuadro para introducir una nueva búsqueda. Este bookmarklet funciona en Firefox y Konqueror:
```
(
function
(){
q
=
document
.
getSelection
();
if
(
!
q
)
q
=
prompt
(
'De qué estás buscando información?:'
);

if
(
q
)
location
.
href
=
'http://es.wikipedia.org/w/index.php?search='
+
escape
(
q
);})()

```

Para Safari en un Mac:
```
void
(
q
=
prompt
(
'De qué estás buscando información?:'
,
getSelection
()));

if
(
q
)
void
(
location
.
href
=
'http://es.wikipedia.org/w/index.php?search='
+
escape
(
q
))

```

Los usuarios de Internet Explorer deben introducirlo de la siguiente forma:
```
(
function
(){
q
=
document
.
selection
.
createRange
().
text
;

if
(
!
q
)
q
=
prompt
(
'De qué estás buscando información?:'
,
''
);
 
if
(
q
)
location
.
href
=
'http://es.wikipedia.org/w/index.php?search='
+
escape
(
q
);})()

```

## En otras wikis
- Bookmarklets de 15Mpedia

- Datos: Q893012